# Studánka (Hranice)
Studánka, do roku 1948 Thonbrunn, (německy Thonbrunn) je vesnice a část města Hranice v okrese Cheb v Karlovarském kraji. V roce 2011 zde trvale žilo 305 obyvatel.

## Geografie
Studánka leží tři kilometry jižně od Hranic a deset kilometrů severozápadně od Aše, v nadmořské výšce 612–636 metrů.

## Historie
Prvně je Studánka v historických dokumentech zmiňována v roce 1392 jako majetek Neubergů z Podhradí. V roce 1413 jí Konrád z Neubergu prodává Zedtwitzům, konkrétně Jindřichovi. V 15. století byla Studánka patrně zcela zničena během války Zedtwitzů s městem Cheb, ale byla znovu obnovena v 16. století. Ve Studánce se nacházelo tvrziště, jehož poslední stopy byly zničeny v 80. letech 20. století při melioraci okolní půdy.
Před 1. světovou válkou žilo ve Studánce kolem 700 obyvatel. V letech 1938 až 1945 byla Studánka v důsledku uzavření Mnichovské dohody přičleněna k nacistickému Německu. Po druhé světové válce a odsunu německého obyvatelstva z Československa klesl počet obyvatel o více než 50 %.
V roce 1760 byla založena škola, jež se v roce 1892 přestěhovala do nové budovy v horní části obce. V roce 1826 zde byla postavena přádelna, která se stala první přádelnou na Ašsku poháněnou parním strojem. Několikrát modernizovaná přádelna prosperovala do roku 1945. V 70. letech 20. století bylo pro zaměstnance továrny postaveno nové sídliště. Po druhé světové válce začal provoz pomalu odumírat, až byl v 90. letech minulého století zrušen. V minulém století bylo ve Studánce založeno koupaliště zvané Nový rybník, které plní svůj účel i v dnešní době, a je navštěvováno lidmi z celého Ašska.[zdroj?]

## Obyvatelstvo
Při sčítání lidu v roce 1921 zde žilo 746 obyvatel, z nichž byli dva Čechoslováci, 701 obyvatel německé národnosti a 43 bylo cizozemců. K římskokatolické církvi se hlásilo 89 obyvatel, 657 k církvi evangelické.
| Rok                                                             | 1869 | 1880 | 1890 | 1900 | 1910 | 1921 | 1930 | 1950 | 1961 | 1970 | 1980 | 1991 | 2001 | 2011 | 2021 |
| --------------------------------------------------------------- | ---- | ---- | ---- | ---- | ---- | ---- | ---- | ---- | ---- | ---- | ---- | ---- | ---- | ---- | ---- |
| Počet obyvatel                                                  | 531  | 588  | 604  | 731  | 812  | 746  | 873  | 287  | 227  | 242  | 259  | 327  | 330  | 305  | 258  |
| Počet domů                                                      | 60   | 78   | 88   | 100  | 112  | 114  | 140  | 77   | 105  | 48   | 51   | 55   | 68   | 72   | 73   |
| Do počtu domů v roce 1961 jsou zahrnuty počty domů v Pastvinách |      |      |      |      |      |      |      |      |      |      |      |      |      |      |      |

## Obecní správa
Při sčítání lidu v letech 1850–1909 Studánka byla osadou obce Podhradí v okrese Aš. V letech 1910–1975 byla samostatnou obcí, se kterým patřila nejprve do okresu Aš, ale od roku 1960 v okrese Cheb. Od 1. ledna 1976 jsou částí města Hranice v okrese Cheb. V letech 1950–1975 k obci patřily Pastviny.

## Doprava
Studánkou prochází silnice z Aše do Hranic, která se na území obce rozdvojuje. Jedna z těchto silnic vede přímo do města, druhá prochází vískou Pastviny. Obě silnice se poté znovu setkávají v Hranicích. Studánka má také vlastní železniční zastávku na trati Cheb-Aš-Hranice v Čechách (trať 148). V roce 2017 zde však jezdil jen jeden vlakový spoj denně, tvořený soupravou RegioNova. V minulém století postavená nádražní budova, která byla v dezolátním stavu a již neplnila svou funkci, byla v roce 2012 zbořena a nahrazena betonovým přístřeškem. Železniční zastávka se nachází přímo u koupaliště.

## Turistika
Vesnicí prochází modrá a červená turistická cesta.

## Galerie

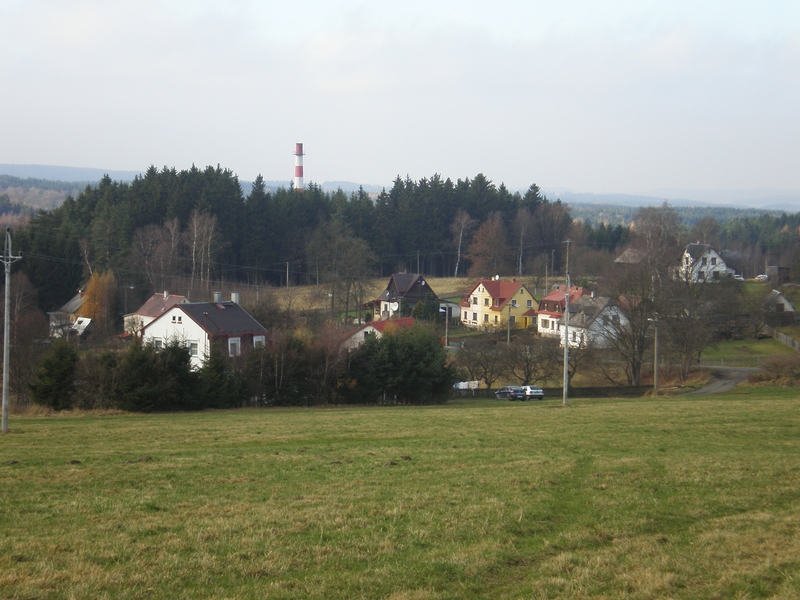
Domy v údolí
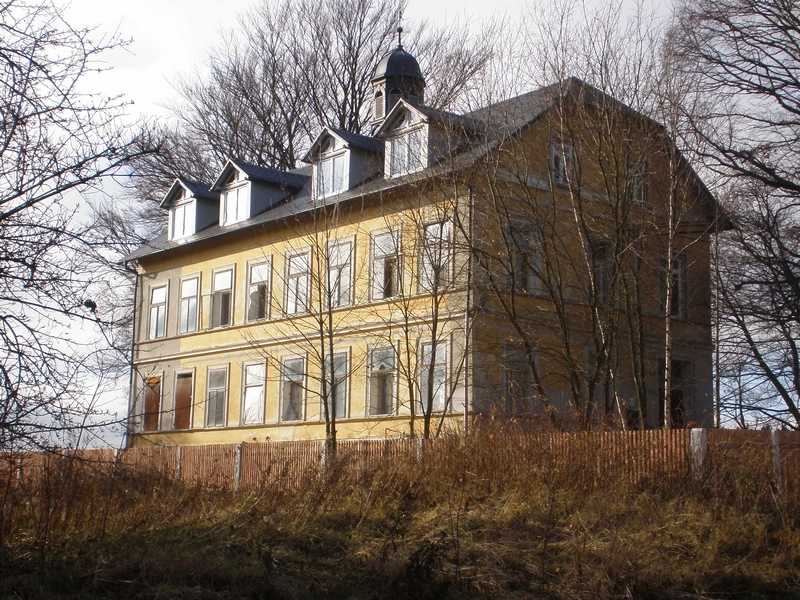
Bývalá škola
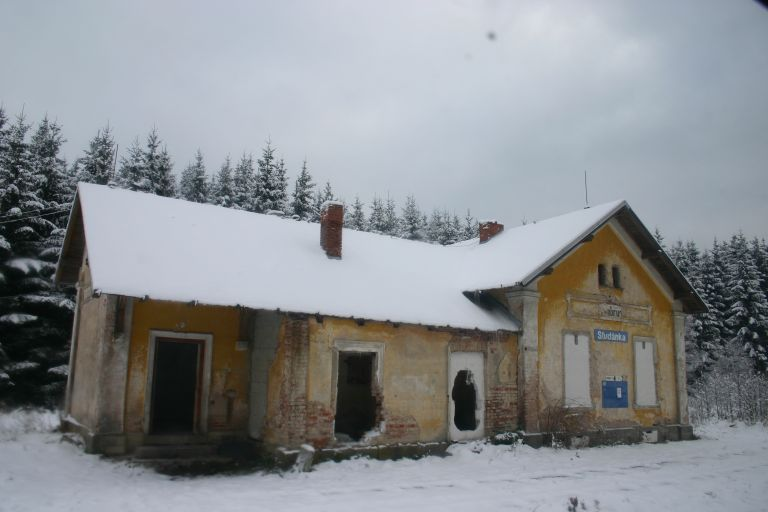
Nyní již zbouraná nádražní budova